# Metec-Solarwatt p/b Mantel
El Metec-Solarwatt p/b Mantel (codi UCI: MET) és un equip ciclista neerlandès professional, de categoria Continental des del 2012.

## Principals resultats
- Zuid Oost Drenthe Classic I: Jeff Vermeulen (2013)
- Zuid Oost Drenthe Classic II: Brian van Goethem (2013)
- Tour de Gironda: Remco te Brake (2014)
- Volta a Holanda del Nord: Johim Ariesen (2015)
- Cursa de Solidarność i els Atletes Olímpics: Johim Ariesen (2015)
- Arno Wallaard Memorial: Maarten van Trijp (2016)
- Gran Premi Viborg: Johim Ariesen (2016)
- Skive-Lobet: Johim Ariesen (2016)
- Omloop der Kempen: Oscar Riesebeek (2016)
- Dorpenomloop Rucphen: Maarten van Trijp (2017)
- Circuit de Valònia: Maarten van Trijp (2017)

## Composició de l'equip
| \| Llista de l'equip 2016 \| Llista de l'equip 2016 \| Llista de l'equip 2016 \| Llista de l'equip 2016 \| \| Ciclista \| Data de naixement \| Equip previ \| \| \| --------------------------------------- \| ---------------------- \| ------------------------------- \| ---------------------- \| \| Johim Ariesen \| 16 de març de 1988 \| Jo Piels (2013) \| \| \| Tijmen Eising \| 27 de març de 1991 \| Sunweb-Napoleon Games (2013) \| \| \| Jarno Gmelich \| 21 de juny de 1989 \| AVC Aix-en-Provence (2013) \| \| \| Niels Goeree \| 16 de gener de 1995 \| \| \| \| Jasper Hamelink \| 12 de gener de 1990 \| Jo Piels (2014) \| \| \| Dries Hollanders \| 31 de juliol de 1986 \| Veranda's Willems-Accent (2011) \| \| \| Sjoerd Kouwenhoven \| 3 de novembre de 1990 \| De Rijke (2014) \| \| \| Stefan Kreder \| 24 de agost de 1996 \| \| \| \| Stef Krul \| 15 de juliol de 1995 \| \| \| \| Jim Lindenburg \| 11 de desembre de 1996 \| \| \| \| Luuk Lohuis \| 19 de juny de 1997 \| RTV Oldenzaalse (2015) \| \| \| Oscar Riesebeek \| 23 de desembre de 1992 \| Rabobank Continental (2012) \| \| \| Robbie van Bakel \| 22 de agost de 1994 \| WV Schijndel (2015) \| \| \| Arno van der Zwet \| 7 de maig de 1986 \| Koga (2014) \| \| \| Jordy van Loon \| 21 de abril de 1996 \| Willebrord Wil Vooruit (2015) \| \| \| Maarten van Trijp \| 6 de octubre de 1993 \| Rabobank Development (2015) \| \| \| \| \| \| \| \| Fonts: ProCyclingStats Cycling Archives \| \| \| \| |                        |                                 |  |
| Llista de l'equip 2016 |                        |                                 |  |
| Ciclista | Data de naixement      | Equip previ                     |  |
| Johim Ariesen | 16 de març de 1988     | Jo Piels (2013)                 |  |
| Tijmen Eising | 27 de març de 1991     | Sunweb-Napoleon Games (2013)    |  |
| Jarno Gmelich | 21 de juny de 1989     | AVC Aix-en-Provence (2013)      |  |
| Niels Goeree | 16 de gener de 1995    |                                 |  |
| Jasper Hamelink | 12 de gener de 1990    | Jo Piels (2014)                 |  |
| Dries Hollanders | 31 de juliol de 1986   | Veranda's Willems-Accent (2011) |  |
| Sjoerd Kouwenhoven | 3 de novembre de 1990  | De Rijke (2014)                 |  |
| Stefan Kreder | 24 de agost de 1996    |                                 |  |
| Stef Krul | 15 de juliol de 1995   |                                 |  |
| Jim Lindenburg | 11 de desembre de 1996 |                                 |  |
| Luuk Lohuis | 19 de juny de 1997     | RTV Oldenzaalse (2015)          |  |
| Oscar Riesebeek | 23 de desembre de 1992 | Rabobank Continental (2012)     |  |
| Robbie van Bakel | 22 de agost de 1994    | WV Schijndel (2015)             |  |
| Arno van der Zwet | 7 de maig de 1986      | Koga (2014)                     |  |
| Jordy van Loon | 21 de abril de 1996    | Willebrord Wil Vooruit (2015)   |  |
| Maarten van Trijp | 6 de octubre de 1993   | Rabobank Development (2015)     |  |
| |                        |                                 |  |
| Fonts: ProCyclingStats Cycling Archives |                        |                                 |  |

| \| Llista de l'equip 2017 \| Llista de l'equip 2017 \| Llista de l'equip 2017 \| Llista de l'equip 2017 \| \| Ciclista \| Data de naixement \| Equip previ \| \| \| -------------------------------------------------------- \| ---------------------- \| ----------------------------- \| ---------------------- \| \| Johim Ariesen \| 16 de març de 1988 \| Jo Piels (2013) \| \| \| Dylan Bouwmans \| 16 de gener de 1997 \| Rabobank Development (2016) \| \| \| Jasper de Laat \| 17 de febrer de 1994 \| \| \| \| Tijmen Eising \| 27 de març de 1991 \| Sunweb-Napoleon Games (2013) \| \| \| Jarno Gmelich \| 21 de juny de 1989 \| AVC Aix-en-Provence (2013) \| \| \| Jasper Hamelink \| 12 de gener de 1990 \| Jo Piels (2014) \| \| \| Sjoerd Kouwenhoven \| 3 de novembre de 1990 \| De Rijke (2014) \| \| \| Stefan Kreder \| 24 de agost de 1996 \| \| \| \| Stef Krul \| 15 de juliol de 1995 \| \| \| \| Jim Lindenburg \| 11 de desembre de 1996 \| \| \| \| Jelle Nieuwpoort \| 28 de juny de 1997 \| Rabobank Development (2016) \| \| \| Bob Olieslagers \| 17 de març de 1997 \| Rabobank Development (2016) \| \| \| Robbie van Bakel \| 22 de agost de 1994 \| WV Schijndel (2015) \| \| \| Lars van den Berg \| 7 de juliol de 1998 \| \| \| \| Dennis van der Horst \| 11 de gener de 1998 \| \| \| \| Maarten van Trijp \| 6 de octubre de 1993 \| Rabobank Development (2015) \| \| \| Thijs de Lange (1 de jul–31 de des) \| 25 de novembre de 1994 \| \| \| \| Wout van Elzakker (1 de ago–31 de des, aprenent) \| 14 de novembre de 1998 \| Willebrord Wil Vooruit (2016) \| \| \| \| \| \| \| \| Fonts: ProCyclingStats Cycling Quotient Cycling Archives \| \| \| \| |                        |                               |  |
| Llista de l'equip 2017 |                        |                               |  |
| Ciclista | Data de naixement      | Equip previ                   |  |
| Johim Ariesen | 16 de març de 1988     | Jo Piels (2013)               |  |
| Dylan Bouwmans | 16 de gener de 1997    | Rabobank Development (2016)   |  |
| Jasper de Laat | 17 de febrer de 1994   |                               |  |
| Tijmen Eising | 27 de març de 1991     | Sunweb-Napoleon Games (2013)  |  |
| Jarno Gmelich | 21 de juny de 1989     | AVC Aix-en-Provence (2013)    |  |
| Jasper Hamelink | 12 de gener de 1990    | Jo Piels (2014)               |  |
| Sjoerd Kouwenhoven | 3 de novembre de 1990  | De Rijke (2014)               |  |
| Stefan Kreder | 24 de agost de 1996    |                               |  |
| Stef Krul | 15 de juliol de 1995   |                               |  |
| Jim Lindenburg | 11 de desembre de 1996 |                               |  |
| Jelle Nieuwpoort | 28 de juny de 1997     | Rabobank Development (2016)   |  |
| Bob Olieslagers | 17 de març de 1997     | Rabobank Development (2016)   |  |
| Robbie van Bakel | 22 de agost de 1994    | WV Schijndel (2015)           |  |
| Lars van den Berg | 7 de juliol de 1998    |                               |  |
| Dennis van der Horst | 11 de gener de 1998    |                               |  |
| Maarten van Trijp | 6 de octubre de 1993   | Rabobank Development (2015)   |  |
| Thijs de Lange (1 de jul–31 de des) | 25 de novembre de 1994 |                               |  |
| Wout van Elzakker (1 de ago–31 de des, aprenent) | 14 de novembre de 1998 | Willebrord Wil Vooruit (2016) |  |
| |                        |                               |  |
| Fonts: ProCyclingStats Cycling Quotient Cycling Archives |                        |                               |  |

## Classificacions UCI

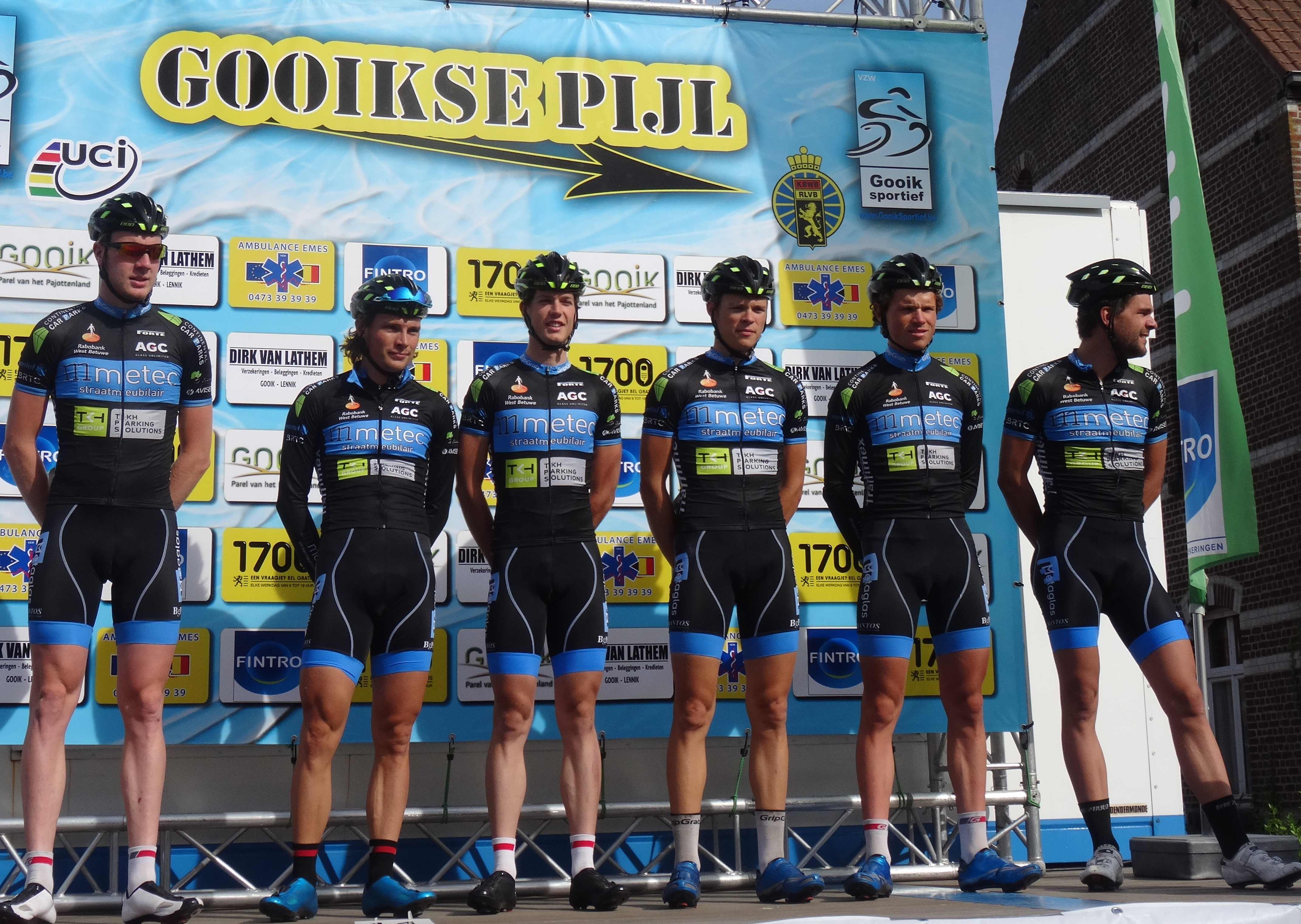
L'equip al 2014

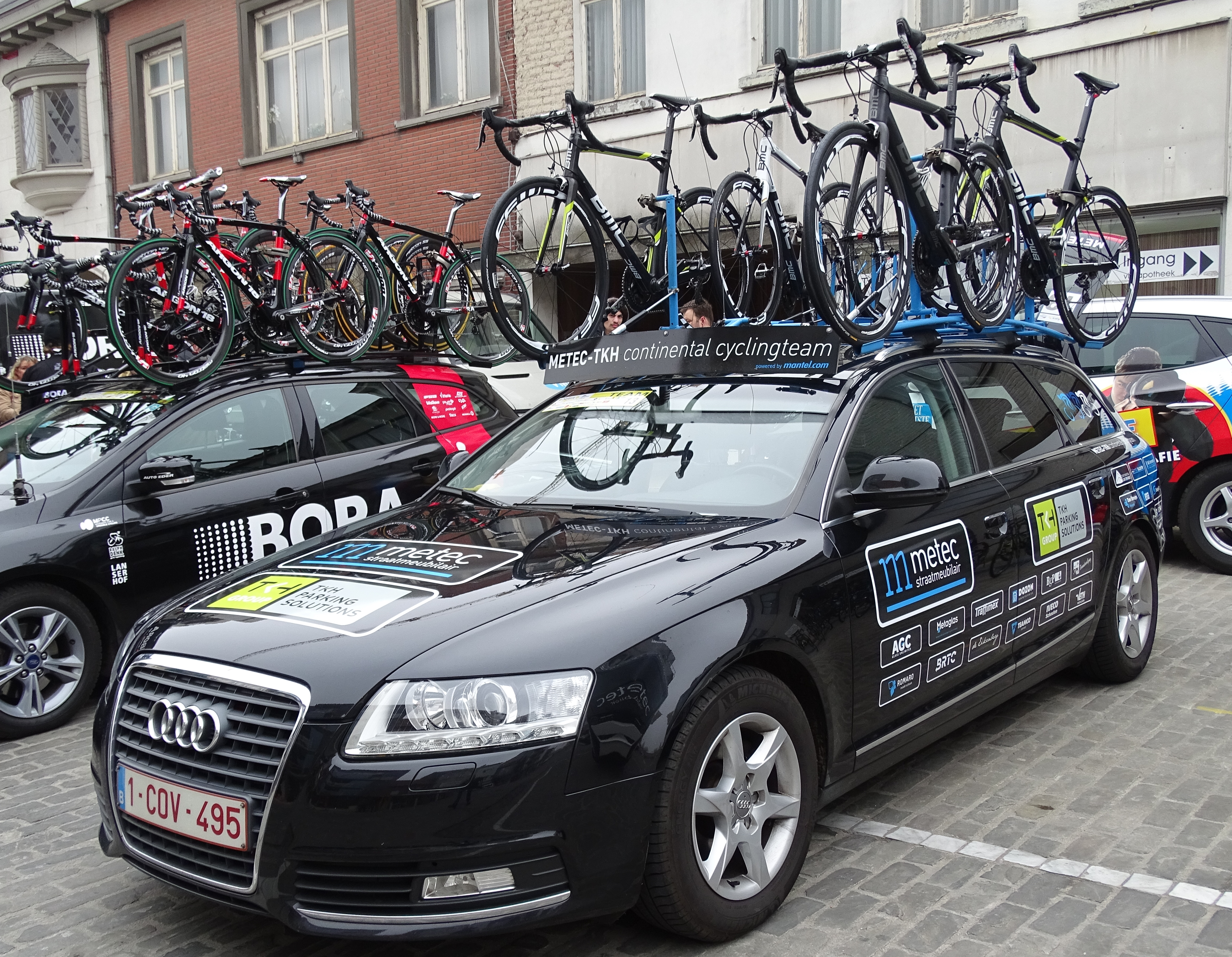
Vehicle de l'equip al 2015

A partir del 2012, l'equip participa en els Circuits continentals de ciclisme.
UCI Àsia Tour
| Temporada | Classificació per equips | Millor ciclista en la classificació individual |
| --------- | ------------------------ | ---------------------------------------------- |
| 2015      | 32è                      | Johim Ariesen (32è)                            |

UCI Europa Tour
| Temporada | Classificació per equips | Millor ciclista en la classificació individual |
| --------- | ------------------------ | ---------------------------------------------- |
| 2012      | 77è                      | Jeff Vermeulen (205è)                          |
| 2013      | 34è                      | Jeff Vermeulen (139è)                          |
| 2014      | 31è                      | Remco te Brake (118è)                          |
| 2015      | 42è                      | Johim Ariesen (44è)                            |
| 2016      | 52è                      | Johim Ariesen (164è)                           |
| 2017      | 51è                      | Maarten van Trijp (335è)                       |